# Elizabeth Truswell
Elizabeth Truswell (Kalgoorlie, 1941) es una geóloga australiana. Es destacada su contribución a las ciencias en la determinación de la edad de los hielos de la Antártida.

## Biografía
Luego de graduarse en geología en Australia, viajó a Europa donde realizó estudios en la Universidad de Cambridge obteniendo el grado de doctora. Se especializó en una disciplina denominada palinología, que comprende el estudio de microfósiles tales como esporas y polen. 
Posteriormente regresó a Australia y se radicó en la ciudad de Perth por tres años, trabajando en temas asociados a la industria del petróleo.
Consiguió una beca para realizar trabajos de postgrado en la Universidad Estatal de Florida, Estados Unidos. Fue durante su permanencia allí que se involucró con los planes de investigación de la Antártida y el Proyecto de perforaciones profundas del mar. A partir de 1973, sus intereses se concentraron en la Antártida donde realiza estudios.
En particular se concentró en el estudio de las glaciaciones que se han desarrollado en el hemisferio sur. Producto de los trabajos de su equipo se determinó que la capa de hielo que cubre la Antártida tendría una edad cercana a 20 millones de años, en comparación con los hielos de las glaciaciones del norte que tendrían una edad de solo unos 2 millones de años. 
Desde 1992 es la directora científica de investigaciones del Consejo de Recursos Minerales de Australia, donde trabaja desde 1973. Además es miembro de la Academia de Ciencias de Australia.